# Amílcar Barbuy
Amílcar Barbuy (Rio das Pedras, 29 de març, 1893 - São Paulo, 24 d'agost, 1965) fou un futbolista brasiler de les dècades de 1910 i 1920, posteriorment entrenador de futbol.

## Trajectòria
Juntament amb Neco, Amílcar fou un dels primers gran ídols del Sport Club Corinthians Paulista i del Sociedade Esportiva Palmeiras. Provenia d'immigrants italians. La seva família estigué lligada a l'Sport Club Corinthians Paulista des de la fundació del club el 1910. Fou capità del club. El 1917 canvià la seva posició de davanter per la de centrecampista, on es consagrà definitivament. El 1923 fitxà per la Sociedade Esportiva Palestra Itália (actual Palmeiras). També jugà al Lazio, on fou jugador-entrenador. També dirigí el Corinthians, entre altres clubs.
Amb la selecció del Brasil hi jugà 19 partits (10 victòries, 5 empats i 4 derrotes), i hi va fer 4 gols.
Un carrer del Parque São Domingos a São Paulo duu el seu nom.

## Palmarès
Corinthians
- Campionat paulista: 1914, 1916, 1922, 1923